# Mark Povinelli
Mark Povinelli (Elyria, 9 agosto 1971) è un attore statunitense, di origini italiane.
Ultimo di quattro fratelli, è sposato dal 2001 con Heather Davis, da cui ha avuto due figli.
È affetto da nanismo.

## Filmografia parziale

### Cinema
- Polar Express (2004)
- Epic Movie (2007)
- Come l'acqua per gli elefanti (2011)
- Biancaneve (Mirror Mirror), regia di Tarsem Singh (2012)
- 50 anni in rosa (The Hot Flashes) (2013)
- La fiera delle illusioni - Nightmare Alley (Nightmare Alley), regia di Guillermo del Toro (2021)

### Televisione
- Dharma & Greg – serie TV, 1 episodio (2001)
- Streghe (Charmed) – serie TV, 1 episodio (2003)
- Zack e Cody al Grand Hotel – serie TV, 1 episodio (2006)
- Modern Family – serie TV, 1 episodio (2011)
- Are You There, Chelsea? – serie TV, 12 episodi (2012)
- My Dinner with Hervé – film TV, regia di Sacha Gervasi (2018)

## Doppiatori italiani
Nelle versioni in italiano delle opere in cui ha recitato, Mark Povinelli è stato doppiato da:
- Vittorio Stagni in Come l'acqua per gli elefanti, Criminal Minds
- Luigi Ferraro in My Dinner with Hervé, La fiera delle illusioni - Nightmare Alley
- Roberto Draghetti in Modern Family
- Luigi Scribani in Biancaneve